# Komuna e Grykë Çajës
Komuna e Grykë Çajës är en kommun i Albanien.   Den ligger i prefekturen Qarku i Kukësit, i den norra delen av landet, 80 km nordost om huvudstaden Tirana.
Trakten runt Komuna e Grykë Çajës består till största delen av jordbruksmark.  Runt Komuna e Grykë Çajës är det ganska tätbefolkat, med 65 invånare per kvadratkilometer.